# Wade Davis (baseball)
Pour les articles homonymes, voir Wade Davis.
Wade Allen Davis (né le 7 septembre 1985 à Lake Wales (Floride, États-Unis) est un lanceur droitier de baseball qui a évolué en Ligue majeure de baseball de 2009 à 2021. Il effectue le dernier lancer et le retrait sur des prises mettant fin à la Série mondiale 2015 remportée par les Royals de Kansas City.

## Carrière

### Rays de Tampa Bay

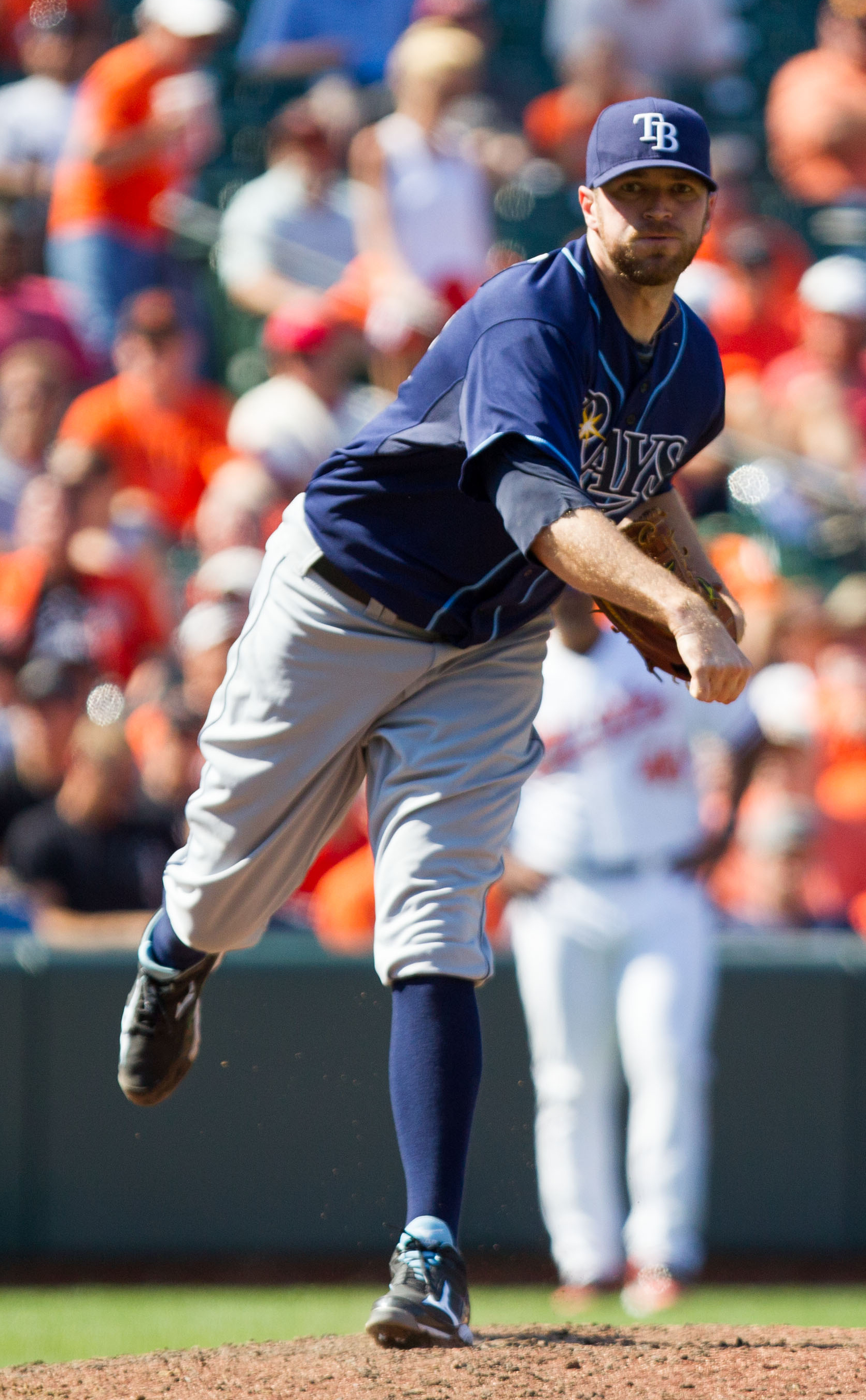
Wade Davis en 2012 avec les Rays de Tampa Bay.

Après des études secondaires à la Lake Wales High School de Lake Wales (Floride), Wade Davis est repêché le 7 juin 2004 par les Devil Rays de Tampa Bay au troisième tour de sélection. 

#### Saison 2009
Il passe cinq saisons en ligues mineures avant de débuter en Ligue majeure le 6 septembre 2009. Davis réussit son premier blanchissage au plus haut niveau le 17 septembre 2009 face aux Orioles de Baltimore et signe à cette occasion sa première victoire dans les majeures. Il effectue six départs en 2009 comme lanceur partant, gagnant deux matchs contre deux défaites avec une moyenne de points mérités de 3,72 et 36 retraits sur des prises en 36 manches et un tiers lancées.

#### Saison 2010
Davis dispute sa saison recrue en 2010, année durant laquelle il amorce 29 parties des Rays, remportant 12 victoires contre 11 défaites avec une moyenne de points mérités de 4,07. Il termine quatrième au vote déterminant le meilleur joueur de première année dans la Ligue américaine
. Il joue son premier match de séries éliminatoires le 10 octobre dans la quatrième partie de Série de divisions entre les Rays et les Rangers du Texas. Il est le lanceur gagnant dans la victoire de 5-2 de son équipe.

#### Saison 2011
Davis signe le 31 mars 2011 un contrat de sept ans, dont tois en option, en faveur des Rays pour un montant global de 35 millions de dollars. En 2011, il donne 184 manches de travail aux Rays en 29 départs. Il remporte 11 parties contre 10 défaites avec une moyenne de points mérités de 4,45. Il est utilisé en relève dans deux matchs de la Série de divisions 2011 entre Tampa Bay et Texas; il ne donne aucun point sur un coup sûr aux Rangers en deux manches et un tiers lancées.

#### Saison 2012
Davis est converti en releveur pour la saison 2012. Il se  montre efficace dans ce nouveau rôle avec une moyenne de points mérités de 2,43 en 54 sorties. Il enregistre 87 retraits sur des prises en 70 manches et un tiers lancées et remporte ses trois décisions.

### Royals de Kansas City

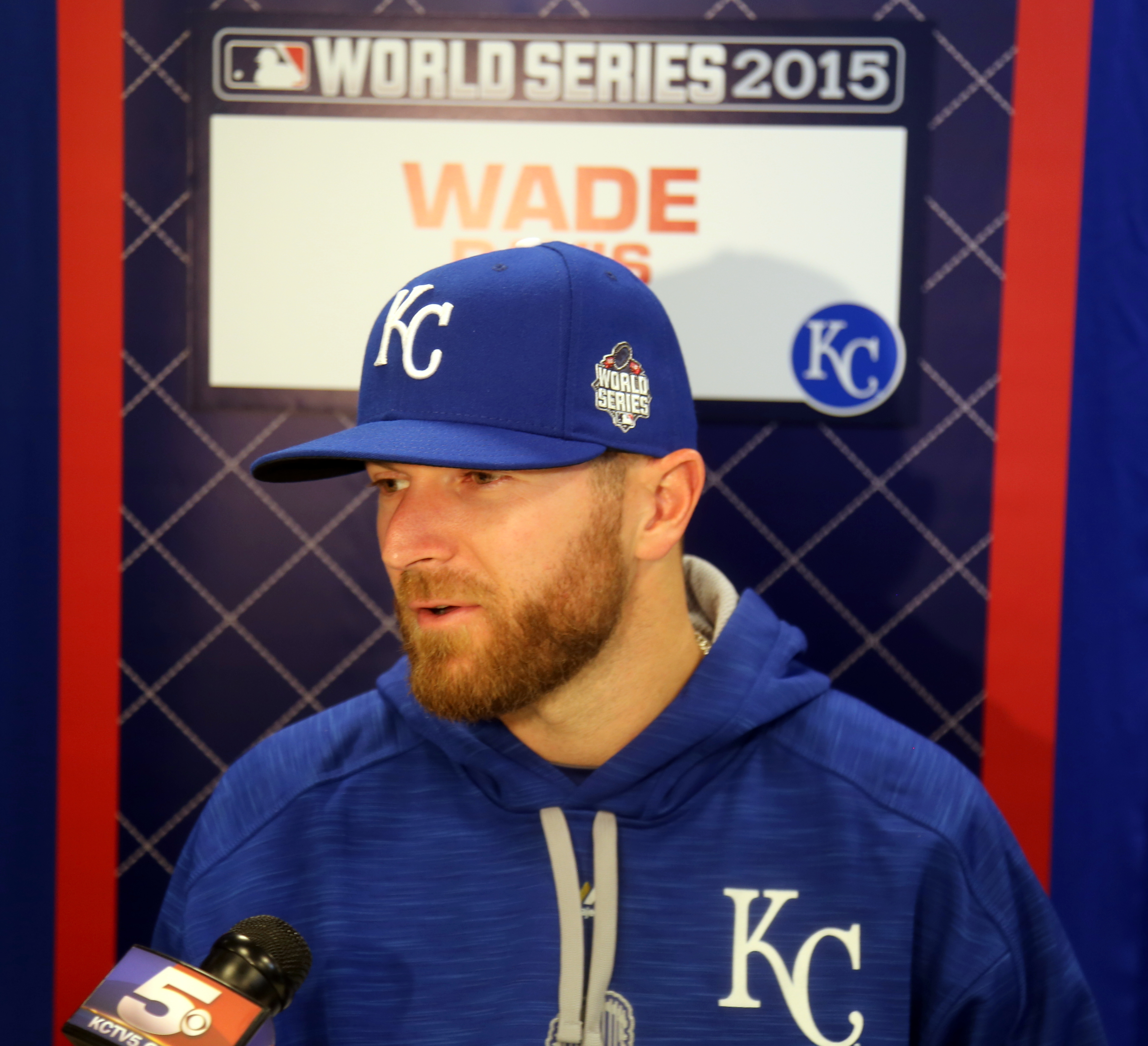
Wade Davis le 26 octobre 2015.

Le 9 décembre 2012, les Rays échangent les lanceurs droitiers Wade Davis et James Shields et l'arrêt-court Elliot Johnson aux Royals de Kansas City contre quatre joueurs d'avenir : le voltigeur Wil Myers, le lanceur droitier Jake Odorizzi, le lanceur gaucher Mike Montgomery et le joueur de troisième but Patrick Leonard.

#### Saison 2013
La première saison de Davis à Kansas City est difficile. Il effectue 24 départs et ajoute 7 apparitions en relève, mais en 135 manches et un tiers sa moyenne s'élève à 5,32 points mérités accordés par partie. Il remporte 8 victoires contre 11 défaites. Ces performances accélèrent la décision des Royals de l'employer uniquement comme releveur à partir de la saison suivante.

#### Saison 2014

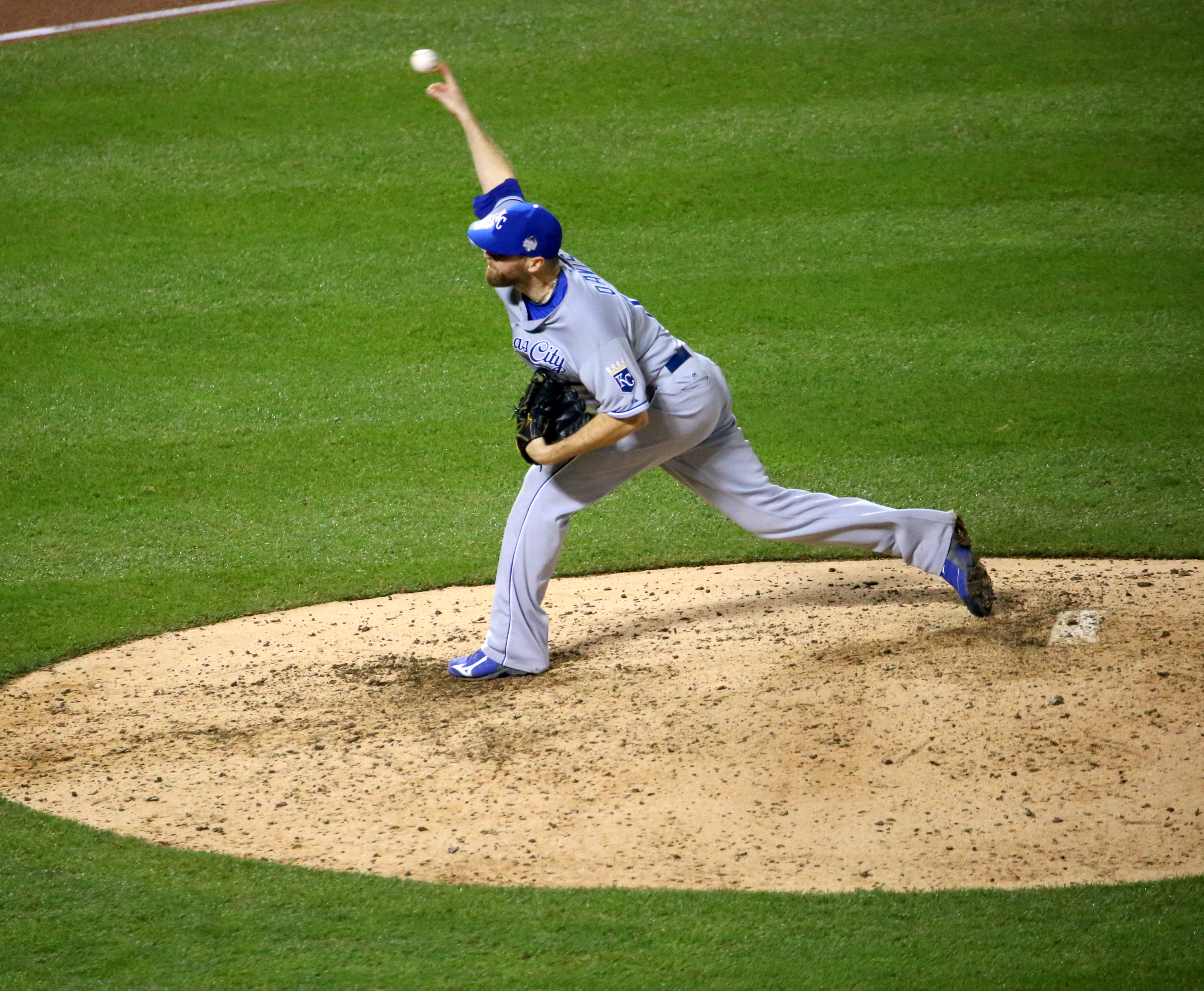
Wade Davis effectuant le dernier lancer de la Série mondiale 2015.

Au sein de l'un des personnels de releveurs les plus efficaces du baseball majeur en 2014, Wade Davis établit un record de franchise pour un lanceur de relève avec 109 retraits sur des prises, bon pour une moyenne de 13,6 par 9 manches lancées. Il termine la saison avec une moyenne de points mérités de 1,00 seulement. Il abat 72 manches de travail en 71 apparitions en relève, remporte 9 victoires contre deux défaites et réalise 3 sauvetages.

#### Saison 2015
Davis est le stoppeur des Royals en début de saison 2015 lorsque celui à qui est normalement assignée cette tâche, Greg Holland, fait un séjour sur la liste des joueurs blessés. Il réalise 20 sauvetages en saison régulière.
Il réalise 4 sauvetages dans les séries éliminatoires, incluant celui dans le 4e match de la Série mondiale 2015. Il met d'ailleurs fin au 5e match, gagné 7-2 par Kansas City, et à la série finale en retirant sur des prises Wilmer Flores des Mets de New York le 1er novembre à Citi Field, concrétisant le premier titre des Royals en 30 ans.

### Cubs de Chicago
Le 7 décembre 2016, Kansas City échange Davis aux Cubs de Chicago contre Jorge Soler.
Davis est le seul représentant des Cubs au match des étoiles 2017 et est le lanceur perdant de ce match lorsque, au monticule pour les étoiles de la Ligue nationale, il accorde en 10e manche un coup de circuit à Robinson Canó.

### Rockies du Colorado
Le 29 décembre 2017, Wade Davis signe un contrat de 52 millions de dollars pour 3 saisons avec les Rockies du Colorado.

## Statistiques
| Saison | Équipe       | G   | GS | CG | SHO | V  | D  | SV  | IP    | SO  | ERA  |
| ------ | ------------ | --- | -- | -- | --- | -- | -- | --- | ----- | --- | ---- |
| 2009   | Tampa Bay    | 6   | 6  | 1  | 1   | 2  | 2  | 0   | 36.1  | 36  | 3,72 |
| 2010   | Tampa Bay    | 29  | 29 | 0  | 0   | 12 | 10 | 0   | 168.0 | 113 | 4,07 |
| 2011   | Tampa Bay    | 29  | 29 | 1  | 0   | 11 | 10 | 0   | 184.0 | 105 | 4,45 |
| 2012   | Tampa Bay    | 54  | 0  | 0  | 0   | 3  | 0  | 0   | 70.1  | 87  | 2,43 |
| 2013   | Kansas City  | 31  | 24 | 0  | 0   | 8  | 11 | 0   | 135.1 | 114 | 5,32 |
| 2014   | Kansas City  | 71  | 0  | 0  | 0   | 9  | 2  | 3   | 72.0  | 109 | 1,00 |
| 2015   | Kansas City  | 69  | 0  | 0  | 0   | 8  | 1  | 17  | 67.1  | 78  | 0,94 |
| 2016   | Kansas City  | 45  | 0  | 0  | 0   | 2  | 1  | 27  | 43.1  | 47  | 1,87 |
| 2017   | Chicago Cubs | 59  | 0  | 0  | 0   | 4  | 2  | 32  | 58.2  | 79  | 2,30 |
| 2018   | Colorado     | 69  | 0  | 0  | 0   | 3  | 6  | 43  | 65.1  | 78  | 4,13 |
| Totaux | Totaux       | 462 | 88 | 2  | 1   | 62 | 45 | 122 | 900.2 | 846 | 3,50 |

| Saison | Équipe       | G  | GS | CG | SHO | V | D | SV | IP   | SO | ERA   |
| ------ | ------------ | -- | -- | -- | --- | - | - | -- | ---- | -- | ----- |
| 2010   | Tampa Bay    | 1  | 1  | 0  | 0   | 1 | 0 | 0  | 5.0  | 7  | 3,60  |
| 2011   | Tampa Bay    | 2  | 0  | 0  | 0   | 0 | 0 | 0  | 2.1  | 1  | 0,00  |
| 2014   | Kansas City  | 12 | 0  | 0  | 0   | 2 | 0 | 0  | 14.1 | 20 | 0,63  |
| 2015   | Kansas City  | 8  | 0  | 0  | 0   | 1 | 0 | 4  | 10.2 | 18 | 0,00  |
| 2017   | Chicago Cubs | 5  | 0  | 0  | 0   | 0 | 0 | 4  | 6.1  | 8  | 4,27  |
| 2018   | Colorado     | 2  | 0  | 0  | 0   | 0 | 0 | 0  | 1.1  | 3  | 13,53 |
| Totaux | Totaux       | 30 | 1  | 0  | 0   | 4 | 0 | 8  | 40.0 | 57 | 1,80  |

Note : G = Matches joués ; GS = Matches comme lanceur partant ; CG = Matches complets ; SHO = Blanchissages ; 
V = Victoires ; D = Défaites ; SV = Sauvetages ; IP = Manches lancées ; SO = Retraits sur des prises ; ERA = Moyenne de points mérités.